# Ириней (Рошон)
Архиепи́скоп Ирине́й (фр. Archevêque Irénée, в миру Риша́р Рошо́н, фр. Richard Rochon; 25 декабря 1948, Монреаль, Канада) — архиерей Православной Церкви в Америке, архиепископ Оттавский и Канадский, предстоятель Архиепархии Канады.
Тезоименитство — 23 августа (священномученика Иринея Лионского).

## Биография
Родился 25 декабря 1948 года в Монреале, Канада, в большой римо-католической франкоканадской семье. Учился в английской средней школе в провинции Квебек. По собственным воспоминаниям: «В детстве я жил в канадском городке Роудон. Родители имели там свой бизнес (небольшую гостиницу), а я учился в школе. На праздники меня водили в католическую церковь. Но ревностными католиками ни мама, ни папа не были. В Роудоне жизнь не так дорога, там селились, строили себе дома многие эмигранты. Мне было 12 лет, когда я познакомился с русскими мальчиками, один из них — Глеб — стал моим другом. Летом 1961 года я был у него в гостях, и он предложил сходить в церковь на свадьбу. До этого я видел в нашем городке одноэтажное деревянное строение с голубой „луковкой“, увенчанной крестом. Но мне и в голову не приходило, что здесь храм».
20 января 1967 года он был принят в лоно Русской Православной Церкви Заграницей архиепископом Виталием (Устиновым). Участвуя в приходской жизни Никольского собора в Монреале, он состоял в Православном Христианском сообществе Университета МакГилла.
По окончании школы поступил в Оттавского университета, который окончил в 1971 году со степенью бакалавра в области славистики, он начал обучение в Свято-Троицкой духовной семинарии в Джорданвилле, штат Нью-Йорк, США. Тогда же он был принят послушником в братию Джорданвилльской обители по благословению архиепископа Аверкия (Таушева), который вверил его духовное руководство архимандриту Киприану.
В марте 1974 года, после трёх лет обучения в Свято-Троицкой семинарии, был пострижен в рясофор архиепископом Аверкием, а в марте 1975 года — в мантию епископом Лавром, получив имя в честь священномученика Иринея Лионского. Вскоре после этого он был поставлен во чтеца и иподиакона епископом Лавром чтобы помогать больному архиепископу Аверкию служить в алтаре.
В феврале 1978 года епископ Лавр, тогда настоятель Свято-Троицкого монастыря, благословил Иринея служить во Франции, окормляя франкоговорящие приходы.
19 мая 1978 года в Брюсселе, Бельгия, он был рукоположен во иеродиакона, а 20 августа того же года в Крестовоздвиженском соборе Женеве, Швейцария — во иеромонаха архиепископом Женевским Антонием. Служил в храме святого Иоанна Русского и Никольском храме Лиона.
Служил в Лионе до 1982 года, когда он возвратился в Канаду для служения во французской миссии в Монреале.
В то время по словам епископа Иринея в ближайшем окружении архиепископа Виталия (Устинова) возобладал изоляционизм и убеждённость в том, что лишь Русская Зарубежная Церковь — истинная, и только в ней благодать. «Существовал только единственный официальный способ поведения по отношению ко всем, кто не придерживался „нашего“ мнения, и это заметно отличалось от того, к чему я привык в Архиепископии Владыки Антония [Бартошевича]. В Канаде вы должны были быть единомысленными с официальными взглядами, исходившими сверху. Все они были сформированы одним человеком с присущим ему образом мышления, никому не было позволено не согласиться с ним. <…> Страх, угрозы, слепое признание и исключительность взглядов лидеров были каждодневными».
После избрания в 1986 году Серафима (Сторгейма) епископом для окормления Канадских приходов Православной Церкви в Америке, иеромонах Ириней и иеродиакон Марк (Пьер) и члены французской миссии в Монреале подали прошение о переходе в канадскую епархию Православной церкви Америки.
В 1992 году епископом Серафимом возведён в достоинство игумена для попечения о франкоязычном монашестве провинции Квебек. В 1993 году он был приписан к франкоязычному приходу святого Венедикта в Монреале. Одновременно ему были вверены обязанности эконома приходов Монреаля, Оттавы, Торонто и Квебека.
В 1996 году игумен Ириней был переведён настоятелем в Серафимовский русский храм и управляющим русским кладбищем в Роудоне, провинция Квебек, где он прослужил до 2007 года.
В декабре 2008 года игумен Ириней оставил свою светскую работу в Монреальской больнице, которую он долгое время совмещал с пастырскими обязанностями.
2 апреля 2009 года Священный Синод Православной Церкви в Америке возвёл его в достоинство архимандрита и избрал его епископом Квебекским, викарием Оттавской епархии.
30 сентября того же года Благовещенском соборе Оттавы состоялись наречение архимандрита Иринея во епископа. 1 октября того же года в Благовещенском соборе Оттавы состоялась его архиерейская хиротония, которую совершили: митрополит всей Америки и Канады Иона (Паффхаузен), архиепископ Оттавский и Канады Серафим (Сторхейм), архиепископ Детройтский и Румынской епископии Нафанаил (Попп), епископ Сан-Францисский и Запада Вениамин (Питерсон), епископ Филадельфийский и Восточной Пенсильвании Тихон (Моллард) и епископ Питтсбургский и Западной Пенсильвании Мелхиседек (Плеска), митрополит Торонтский Сотирий (Афанасулас) (Константинопольская православная церковь), епископ Каширский Иов (Смакоуз) (Русская православная церковь), епископа Оттавский, Восточно-Канадский и Верхнего штата Нью-Йорк Александр (Муфариж) (Антиохийская православная церковь) и епископ Хотинский Мелетий (Егоренко) (Русская православная церковь). В этот день в соборе находилась чудотворная Почаевская икона Божией Матери.
24 сентября 2010 года в связи с отстранением архиепископа Серафима от управления епархией вступил во временное управление Оттавской епархией.
7 январь 2011 года был госпитализирован после перенесённого сердечного приступа.
17 февраля 2013 года присутствовал на торжествах по случаю интронизации Антиохийского Патриарха Иоанна X.
2 октября 2014 года делегатами внеочередной ассамблеи Канадской архиепископии, состоявшейся в Гатино (Квебек) был выдвинут на пост архиепископа Канады.
21 октября 2014 года решением Священного Синода епископов Православной Церкви в Америке назначен правящим епископом Канадской архиепископии с титулом епископ Оттавский и Канадский.
29 ноября 2014 года Никольско-Благовещенском соборе в Оттаве состоялась его интронизация, которую возглавил митрополит Тихон; также присутствовали: архиепископ Детройтский и Румынской епископии Нафанаил (Попп), епископ Оттавский и Верхнего штата Нью-Йорка Александр (Муфаридж) (Антиохийский патриархат), епископ Висинский Иоанн-Кассиан (Тунару) (Румынский патриархат), епископ Каширский Иов (Смакоуз) (Московский Патриархат), епископ Нью-Йоркский и Нью-Джерси Михаил (Дахулич), епископ Стикинский и Аляски Давид (Махаффи), а также 26 клириков ПЦА, Румынской, Русской, Антиохийской православной церквей и Украинской православной церкви Канады.
20 октября 2015 года решением Священного Синода епископов Православной Церкви в Америке епископу Иринею был усвоен титул Архиепископа Оттавского и Канадского.